# Pietro dei Faitinelli
Pietro dei Faitinelli, apellidado il Mugnone (Lucca, c. 1280 – 1349) fue un poeta italiano activo a fines del sigo XIII y la primera mitad del siglo XIV.

## Biografía
De profesión notario, participó activamente en la vida política de su ciudad natal, siendo parte de los güelfos al igual que su familia, de ascendencia noble. En 1313 se casó con Becchina di Coluccio della Volpe; no se sabe si tuvieron los hijos. 
En 1314, con la victoria de la facción opuesta, fue forzado a vivir un largo exilio. Regresó a Lucca en 1331, después de un amnistía concedida por el rey Juan I de Bohemia.
De su producción poética se han preservado 17 sonetos y una canción. El tema principal de sus obras son la misoginia y la sátira política y moral, según la tradición cómico-realista.